# Luigi Segre
Luigi „Gigi“ Segre (* 8. November 1919 in Neapel; † 28. Februar 1963 in Turin) war ein italienischer Fahrzeugdesigner und Ingenieur.

## Leben
Während seiner Tätigkeit für Ford und Siata studierte Segre unter der Anleitung von Giorgio Ambrosini Fahrzeugdesign. Als Rennfahrer gewann er mit seinem Partner Gino Valenzano 1949 und 1959 in einem Fiat 1100 B die Mille Miglia. Er wurde Mitarbeiter bei Carrozzeria Ghia. Der VW Karmann-Ghia Typ 14 wurde 1953 von ihm gestaltet. Auf Anforderung von Pierre Lefaucheux, dem Vorsitzenden von Renault, wurde Carrozzeria Ghia gebeten, Segre bei der Entwicklung des Renault Dauphine mitwirken zu lassen, um den Lufteinlass an den Hintertüren umzusetzen. Als 1954 Mario Boano aus der Firma ausschied, übernahm Segre das Unternehmen.
1960 gründete Segre zusammen mit Arrigo Olivetti das Karosseriebauunternehmen Officine Stampaggi Industriali (O.S.I.). Er starb 1963 nach einer Operation. Seine Frau Luisa de Berto, die er 1955 geheiratet hat, verkaufte 1965 Großteile von Ghia an Ramfis Trujillo.

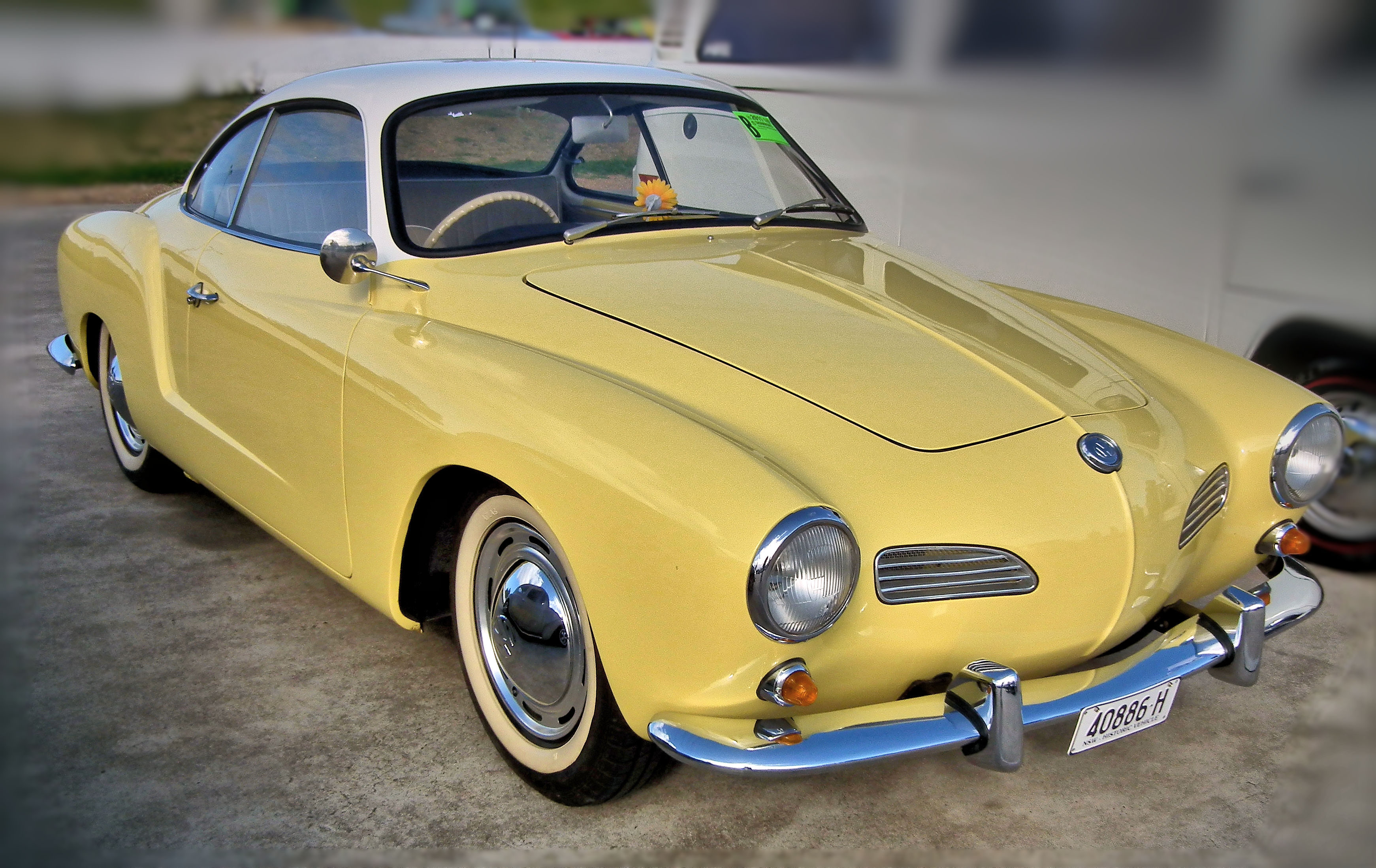
VW Karmann-Ghia Typ 14
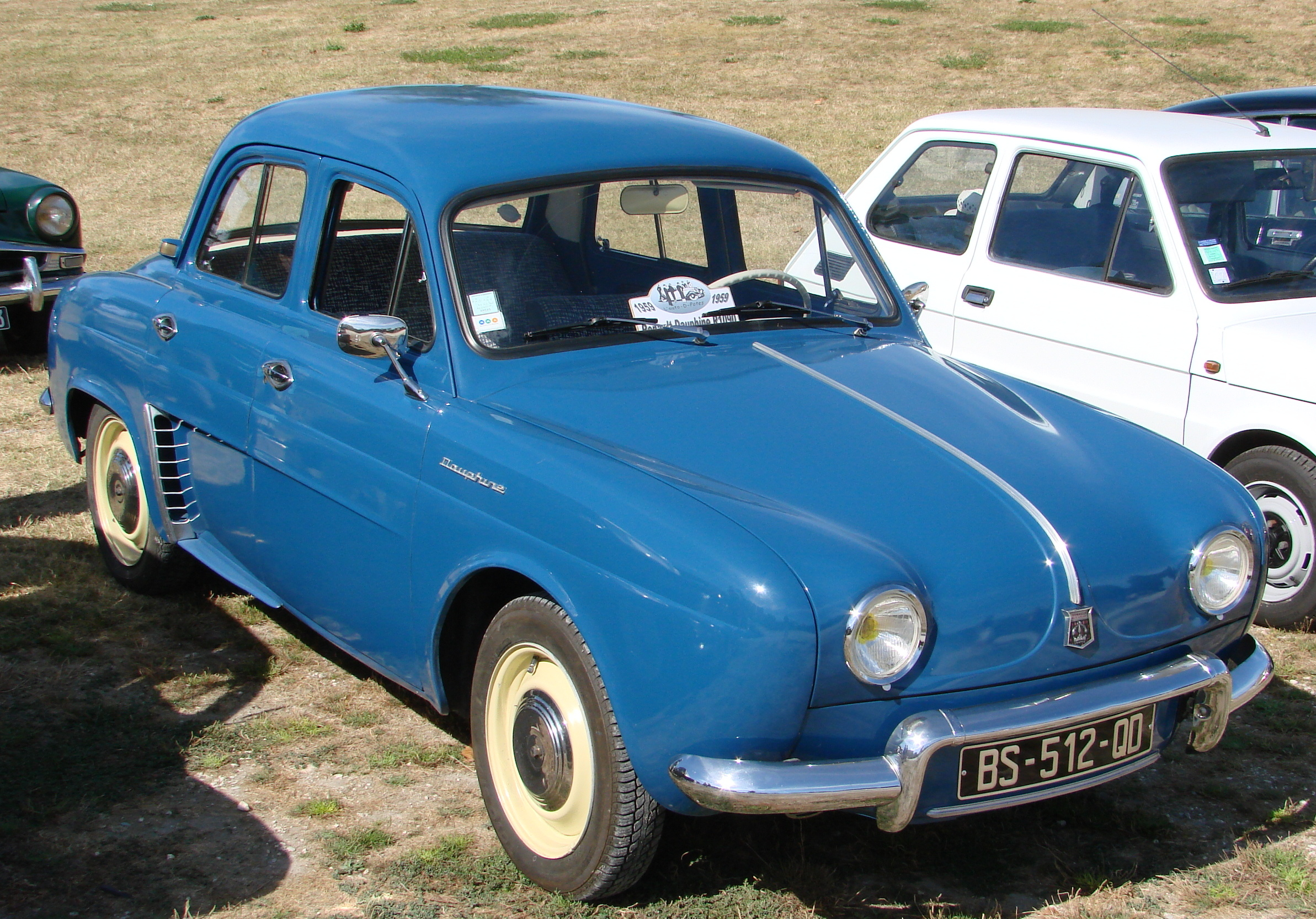
Renault Dauphine
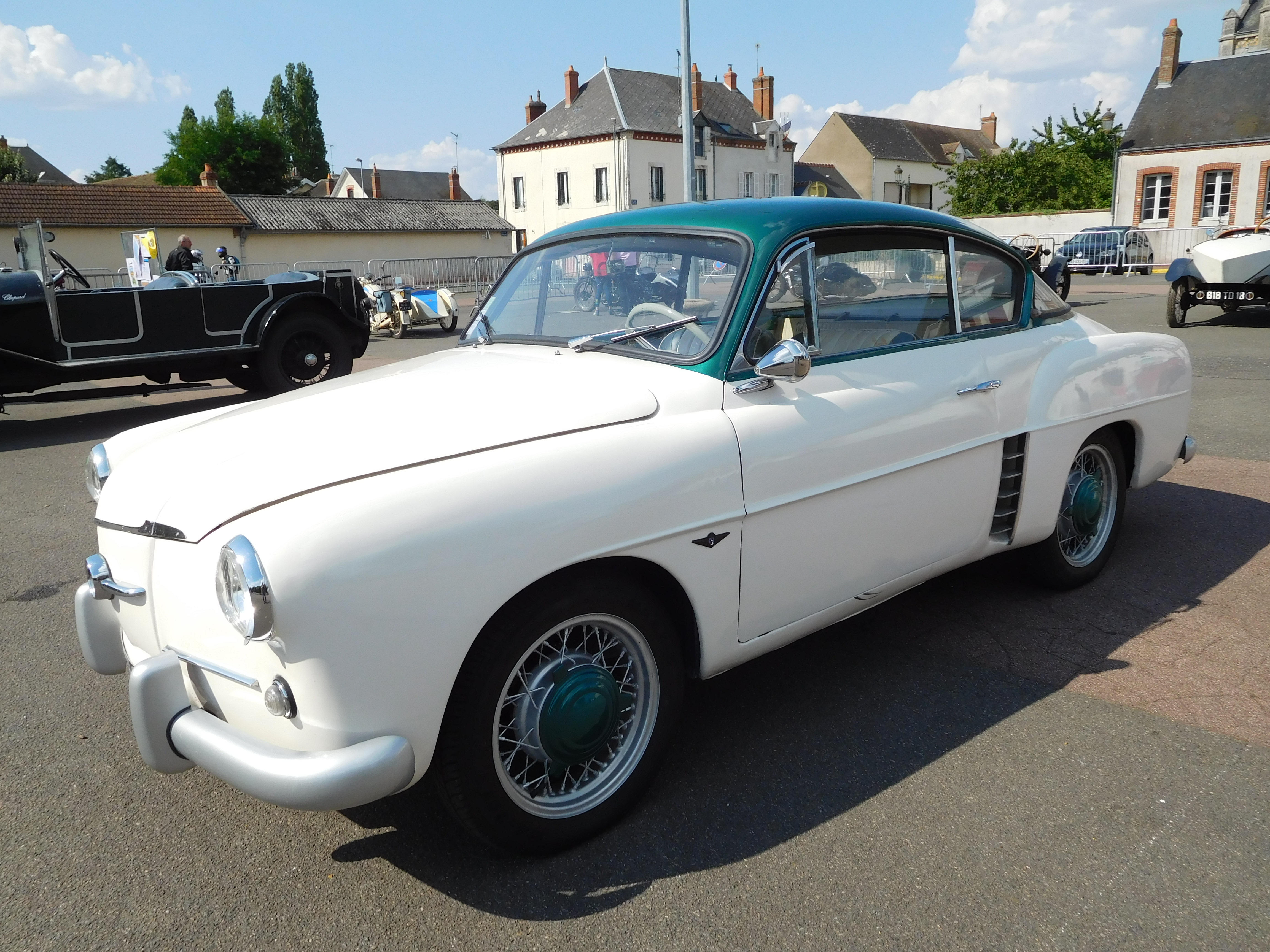
Autobleu 1955
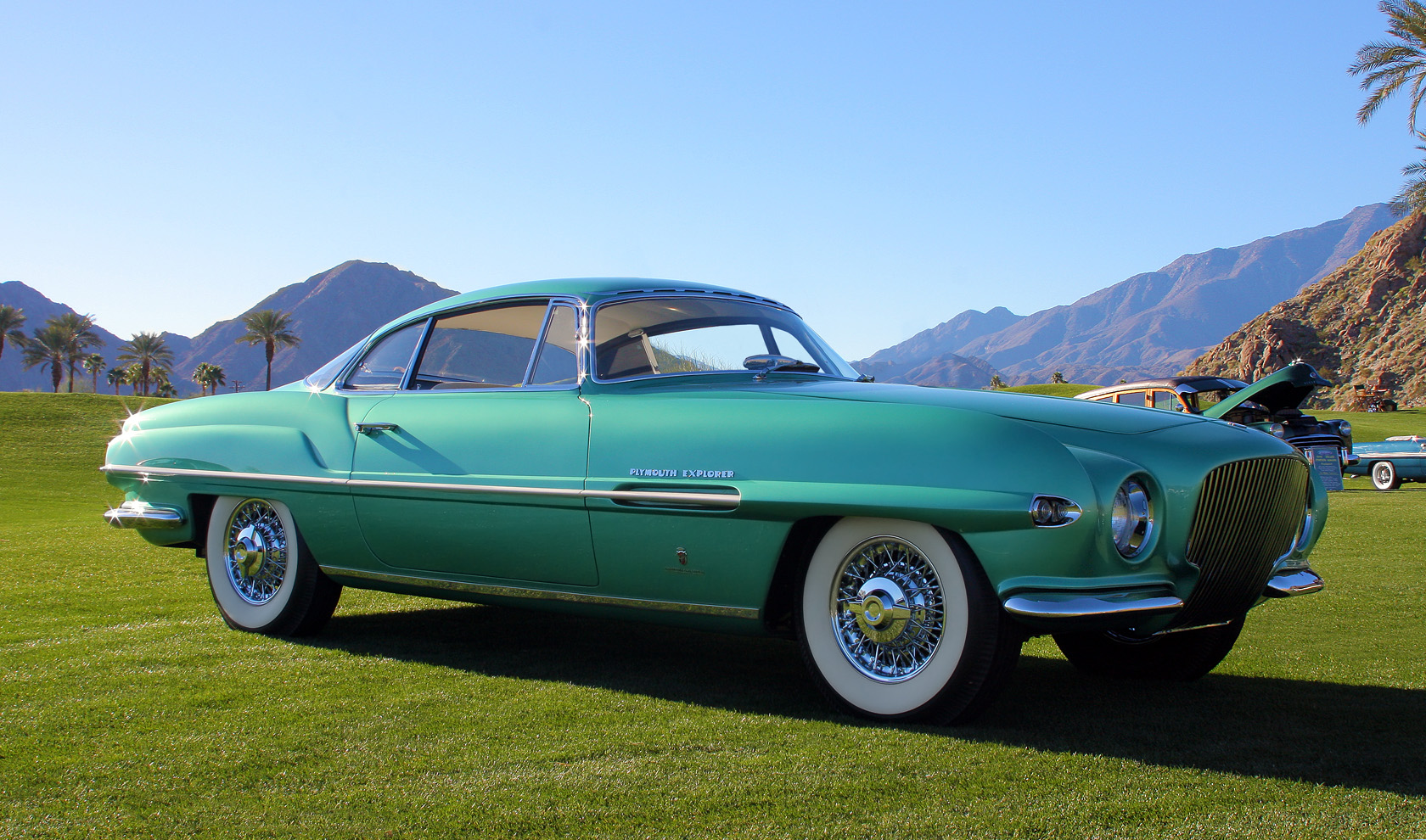
Plymouth Explorer Konzeptauto